# 新崎人生
新崎 人生（しんざき じんせい、1966年12月2日 - ）は、日本の男性プロレスラー。本名：新崎 健介（しんざき けんすけ）。徳島県徳島市出身。血液型A型。
四国八十八箇所の巡礼者をギミックとしたキャラクターで活躍し、アメリカ合衆国のメジャー団体WWFでも、白使（Hakushi）のリングネームで実績を残した。

## 来歴

### デビュー前後
小中学校時代には新田広一郎と一緒のチームでサッカーをしており、中学生の時にはゴールキーパーとして四国選抜にも選ばれた。徳島県立徳島東工業高等学校（現：徳島県立徳島科学技術高等学校）では柔道部に入部したつもりが、アマレス出身の顧問が赴任してきたため、柔道部はレスリング部に変更され、そのまま在籍（後輩にアレクサンダー大塚がいる）。持ち前の身体能力が生かされアマレスを始めたその年でインターハイにまで進出した。
スポーツ特待生として大学から声がかかっていたが、俳優を志していたため卒業後は上京し、JAC（ジャパンアクションクラブ）に在籍の後、菅原文太（後に新崎の後援会長となる）の付き人などを務めていた。バイト先で同い年であった大塚武生（後のテリー・ボーイ）に誘われる形でプロレス観戦をするようになる。会場で体格が良いからと見込まれスカウトされる際に「芸の肥やし」になると思い大塚と練習に参加、今後のことを考え覆面レスラーを志願し、「モンゴリアン勇牙」として1992年11月19日デビュー（vs獅龍&テリー・ボーイ。パートナーはバッファロー張飛＝引退）。
自身は数試合で辞めるつもりであったが、菅原の付き人と平行して、ユニバーサル・プロレスリングに入門。ユニバーサルの大半の所属選手がみちのくプロレスに移るとそれに追随し、1993年6月11日、青森・三戸町民体育館での獅龍戦で、四国遍路者のギミックを施したキャラクターレスラー「新崎人生」としての再デビューを果たした。本格的なプロレスラー転向に伴い菅原の付き人を辞め、素顔でやることに対し兄貴分である宇梶剛士にリングネームを相談したところ（本名の健介では佐々木健介と紛らわしいため）宇梶は第一声で『人生はどうだ?』の言葉から現在のリングネームとなった。

### トップレスラーへ
デビュー当初はヒールであり、悪役マネージャーのミスター・トヨタを帯同し、トヨタが対戦相手を罵倒するも本人は試合前・試合後を通じ一言も発しないというスタイルを貫いた。試合ごとに「○○番札所（大会の開催地）巡礼」と称し、「八十八番札所」にあたるデビュー88試合でザ・グレート・サスケを倒すことが「満願成就」としていた。デビュー当初から短時間で若手選手を圧倒する試合を続け、「八十七番札所」に当たる能代大会でサスケと初対戦するが両者KO。決着戦となる1994年4月29日の大田区体育館大会では「念仏ケブラーダ」（後述）を初公開し、当時の団体エースであるサスケからデビュー1年足らずで勝利を収めた。これを機に一躍トップレスラーの仲間入りを果たす。
サスケ戦直後の1994年5月、アメリカのWWFの日本興行シリーズ『WWFマニア・ツアー』に参戦。全身に写経を施した耳なし芳一スタイルで出場し、観客の度肝を抜いた。その個性的なキャラクターをWWF幹部のブラックジャック・ランザに高く評価され、WWFと契約を結ぶ。地元・徳島でWWF巡礼壮行試合を終えた後（1994年12月17日、徳島市立体育館）、それまでまったく喋ったことのなかった新崎がマイクを持ち「心はみちのくにあり」という言葉を残した。

### 白使（ハクシ）

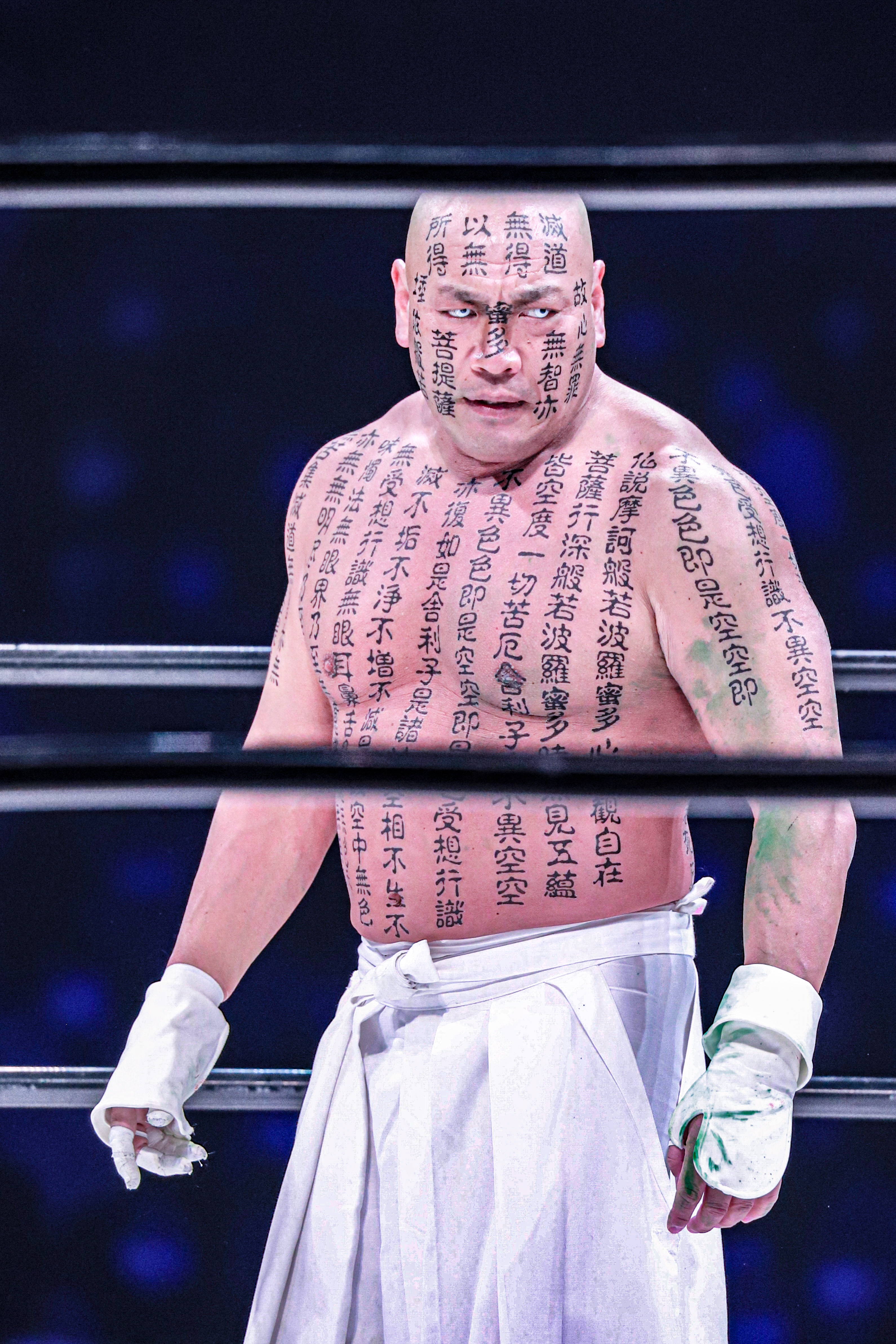
白使（2023.1.22 撮影）

1995年1月、白使（Hakushi）のリングネームで怪奇派のヒールとしてWWFに登場。1-2-3キッドとの連戦に勝利し、1月9日には当時21歳のマット・ハーディーを下して『マンデー・ナイト・ロウ』のデビュー戦を飾っている。以降、信者（Shinja）こと佐藤昭雄をマネージャーに迎え、ジェリー・ローラーと共闘してブレット・ハートと抗争するなど活躍、3月14日に開催されたPPV『イン・ユア・ハウス』の第1回大会ではブレットとのシングルマッチが組まれた。同年下期からはベビーフェイスに転向し、ミッドカード戦線で活動。ユダヤ系アメリカ人のバリー・ホロウィッツをパートナーに、サニー率いるスキップ&ジップのザ・ボディードナーズなどと抗争した。
WWFでは「現代のカミカゼ（The Modern-Day Kamikaze）」の異名で呼ばれ、1996年2月20日のTVテーピングでは、当時ゴールダストが保持していたインターコンチネンタル王座にも挑戦している。4月に一時帰国し、アメリカンドリームマッチとして東京ドームでグレート・ムタと対戦したが、大流血に追い込まれて敗退。試合後のインタビューで「まだ修行が足りませんでした。もう一度新たに巡礼の旅を続けていきたいと思います」と話し、WWFとの契約解除を明言した。

### 帰国後
みちのくプロレスに出戻った後はメインをサスケたちの正規軍、デルフィン軍団、海援隊☆DXに譲り、時折ビッグマッチなどで絡む以外は通常の大会ではセミファイナル以下の試合でシングルマッチを続けた。
大仁田厚引退以降の新生FMWには継続参戦し、ハヤブサとのタッグではチームノーリスペクトのミスター雁之助＆金村ゆきひろと、シングルでは雁之助との長期間にわたる抗争を続けた。
1997年7月17日、突如、全日本プロレスの試合会場（愛媛県西条市の西条市総合体育館）に現れ、ジャイアント馬場の前で合掌して参戦志願。それが認められ、同年7月25日のサマー・アクション・シリーズ最終、日本武道館大会に参戦。ジョニー・スミスと組んでの秋山準&馳浩戦で好ファイトを展開し、以降継続参戦していた。同年9月6日には、ハヤブサとのコンビで、タッグマッチではあるが小橋健太と対戦。ハヤブサ同様に、人生も小橋とは初対決であった。同年暮れの世界最強タッグ決定リーグ戦では、ハヤブサと組んで出場。戦績は2勝7敗と振るわなかったものの、多くの好勝負を展開。中でも三沢光晴&秋山準との試合では、あわや大金星と思わせた。
1998年5月1日の東京ドーム大会では、得意技であり代表的なパフォーマンス「拝み渡り」をジャイアント馬場相手に敢行した。その後の継続参戦中には、馬場や三沢、小橋らとタッグを結成したこともあった。小橋が初めてバーニングハンマーを三沢相手に繰り出した試合で、小橋のタッグパートナーを務めたのは新崎であった。10月11日の愛知県体育館大会に於いて、三沢との初のシングル対戦。翌1999年には、他団体所属選手でありながら、第19回チャンピオン・カーニバルにフル参戦を果たした。その中で、小橋や秋山、田上明、更にはスタン・ハンセン、ベイダー、ゲーリー・オブライト、ジョニー・エースといった全日本の主力外国人選手ともシングルマッチで対戦し、大森隆男から勝利を上げている。この全日本プロレス継続参戦を経て、三沢や小橋、川田利明らとの親交が芽生え、これは三沢がプロレスリング・ノア旗揚げ後も継続した。2009年に三沢は他界したが、密葬には他団体所属ながらハヤブサとともに参列した。
2000年6月、全日本プロレスが分裂騒動に見舞われると、選手の大量離脱によって人員が手薄になった7月シリーズに緊急参加し、7月23日の日本武道館大会ではセミファイナルでスティーブ・ウィリアムスと対戦した。
2001年2月18日には白覆面の姿で新日本プロレスの武藤敬司対村上一成戦の最中に登場。武藤が勝利した後リングインし、武藤やセコンドの太陽ケアと握手した後マスクを取り正体を明かし、以降BATTの一員として武藤らと共闘していった。また、武藤扮する黒使無双とは白使としてタッグを組み、拝み渡りを同時に披露するなどのパフォーマンスを見せた。

### 社長就任
2003年6月、みちのくプロレス社長で創設者のザ・グレート・サスケの後を引き継ぎ、社長に就任（サスケは代表権のない取締役会長に就任）。このときみちプロは人気選手の離脱による観客減少に苦しんでいたが、フリー選手中心の試合編成を見直し、サスケ、人生などのみちプロ所属選手に遮那王やロス・サルセロス・ハポネセスなどの闘龍門X出身の若手を加えた若返り策を採用。
2006年からは、みちのくプロレス女子プロレス部であるセンダイガールズプロレスリングを旗揚げ。
2009年8月31日、株式会社みちのくプロレスの代表取締役社長にサスケが復帰することとなり、新崎はコミッショナーに就任。センダイガールズ代表職、みちのくエンタテイメント社長職（センダイガールズ運営）は変わらず。新事業開拓にも注力している。
2010年3月9日、仙台市泉区にて、自身のプロデュースによる徳島ラーメン専門店「徳島ラーメン人生」を開店。さらには国分町に肉汁うどんとカレーうどんの店「まるじん」を、多賀城市には肉汁つけうどんの店「人生」もオープンさせた。
2011年7月、センダイガールズ代表職を退任（後任は選手代表の里村明衣子）。試合会場にはよく登場する。
2013年3月3日、故郷徳島でデビュー20周年記念大会を開催。6月30日、第二の故郷仙台でデビュー20周年記念大会を行った。
2015年、センダイガールズのタイトル創設に合わせてコミッショナー就任。
2019年2月19日、『ジャイアント馬場没後20年追善興行』第6試合に出場。

## 得意技

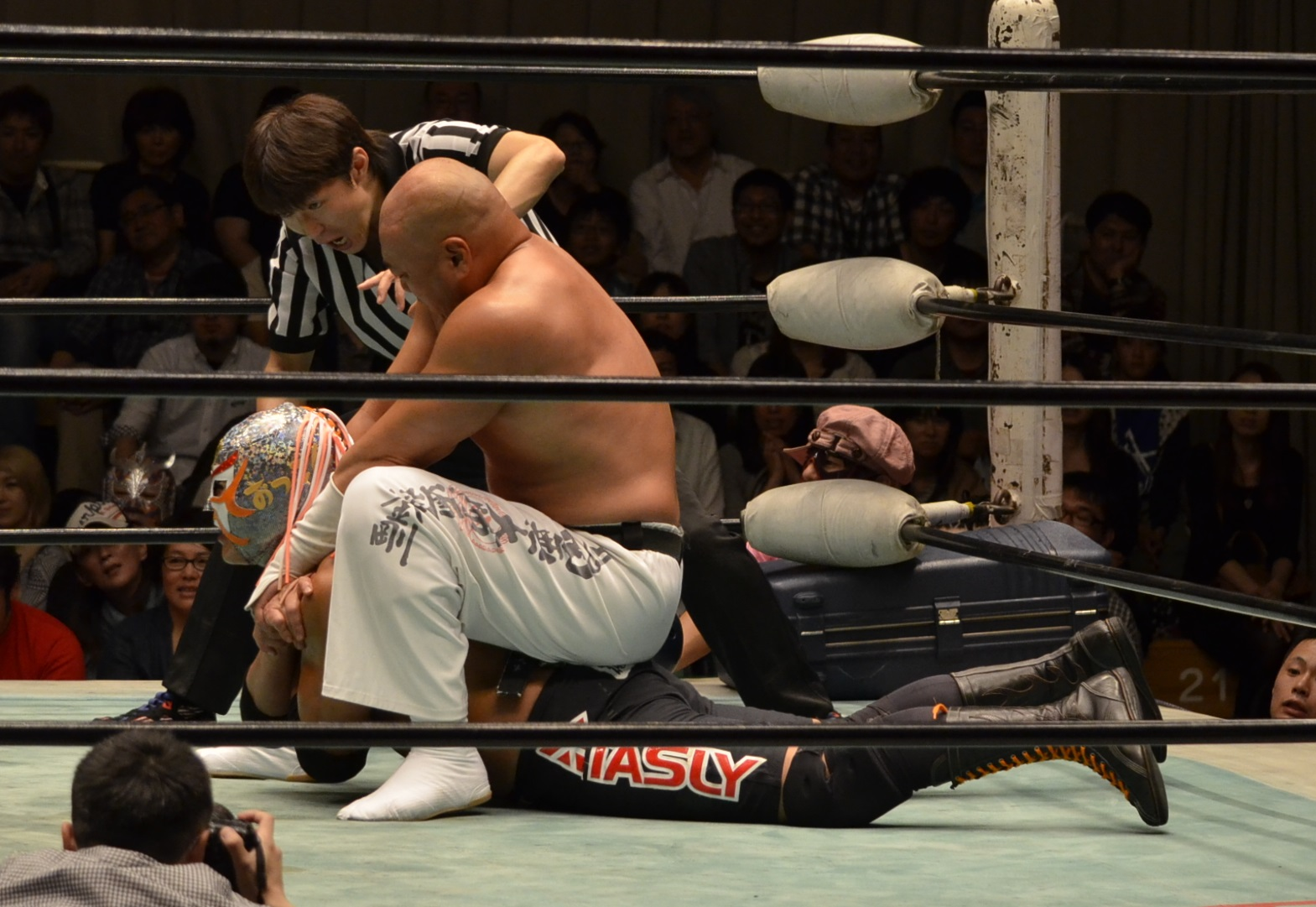
極楽固め

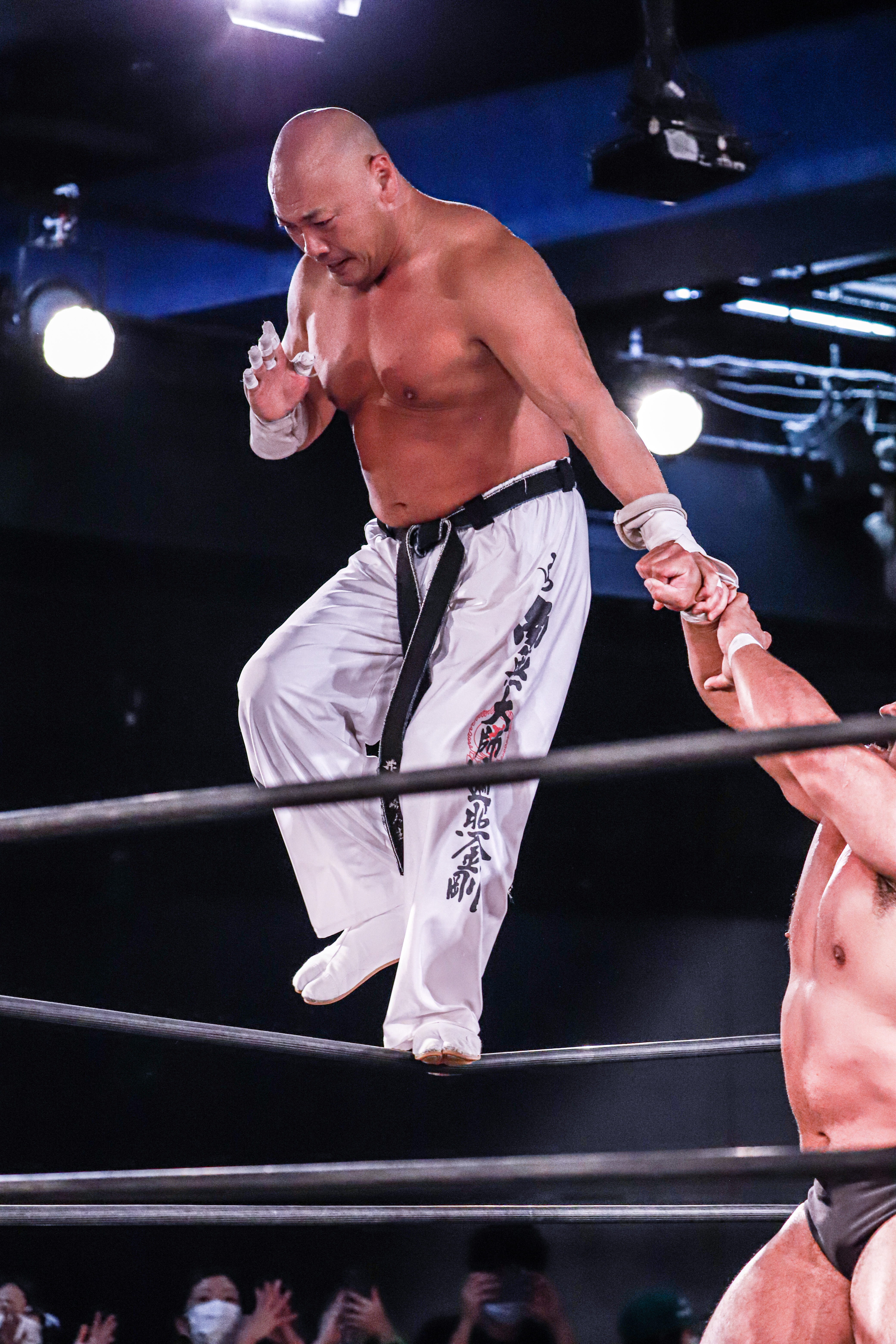
拝み渡り

自身のキャラクターを活かした独創的なオリジナル技を数多く考案して既存の技もネーミングを含めた新崎なりのアレンジを加えているものが多い。ヘビー級選手ながら、その身体能力で華麗な飛び技もこなすテクニックを併せ持つ。また、受け身の巧さも非常に評価が高い。

### フィニッシュ・ホールド
念仏パワーボム
相手の頭を自身の股の間に差し込んだあと両手で大仰しく合掌してから仕掛けるパワーボム。フォールする際に片膝を立てて片腕のみで押さえることが多い。
念仏ダイビング・ヘッドバット
コーナー最上段で両手で大仰しく合掌してから仕掛けるダイビング・ヘッドバット。空中姿勢が反り返ったような形になるのが特徴。
念仏ダイビング・ショルダー・アタック
コーナー最上段で両手で大仰しく合掌してから仕掛けるダイビング・ショルダー・アタック。仕掛けたあと1回転半捻りを行って素早く立ち上がるのが特徴。
念仏ケブラーダ
エプロンで両手で大仰しく合掌しそのままの姿勢で仕掛けるラ・ケブラーダ。
極楽固め
両腕交差式キャメルクラッチ。うつ伏せ状態の相手に馬乗りになり、相手の腕を交差させて後ろから引っ張りその上体を反らせる。初公開はFMWでの対レザーフェイス戦。
曼陀羅捻り
逆回転式ドラゴン・スクリュー。相手の足先を両手で持ち、最初に軽く相手の足を捻ってから逆の方向に思いっきり相手の足を捻りつつ自身も回転する。
高野落とし
投げっ放し式スプラッシュ・マウンテン。前屈みの相手の前に立った状態から相手の胴を両手でクラッチしてから高々と抱えて腋の下に手を差し入れる形で相手と背中合わせになり、ここから急角度パワーボムを放つ。
無間
変形閂スープレックス。相手のみぞおちに頭を当て、そのまま後方へ投げて、ブリッジをしてピンフォールする。相手をマットに叩き付けた瞬間にみぞおちにダメージを与えて、そのままフォールを狙える。無間は仏教における八大地獄の1つである。初公開は全日本プロレスでの対三沢光晴戦。
輪廻
後方回転延髄斬り。オーバーヘッドキックのようにバック転しながら相手の延髄に片足で蹴りを叩き込む。
大金剛輪陀羅尼
相手をコーナーのターンバックル目掛けてパワーボムを放った後に反対側のコーナーに移動してコーナーの上に乗り両手を合わせて拝んでからコーナー下で座り込んだ相手の顔面にミサイルキックを放つ。この技を使うヘビー級選手は珍しく2005年の初公開時は衝撃を呼んだ。
拝み渡り
相手の腕を取りトップロープに登ってそのまま片手で拝みながらロープの上を歩いて相手を引き回し、最後にジャンプして降りながら相手の肩に手刀を叩き込む。FMWで行われたノーロープ有刺鉄線デスマッチでは有刺鉄線の上でこれを行ったほか、1994年10月30日みちのくプロレス岩手産業文化センター屋外第1展示場大会では高さ10メートルに設置された櫓の手すりの上で行っている。

### 飛び技
旋回式プランチャ
リバース・スプラッシュ
スパニッシュフライ
30周年記念大会にて初披露。

### 打撃技
トラース・キック
ドロップキック
打点の高さとフォームの美しさから隠れた名手である。
地獄突き

### 合体技
眉山
2段式ジャーマン・スープレックス。高校時代の後輩であるアレクサンダー大塚とのタッグ時に開発した合体技。相手を後ろからホールドした大塚ごとジャーマン・スープレックスで投げ捨てる。2人分の力で投げられる相手はかなり危険な角度で落ちて、まさに一撃必殺。後に佐々木健介と中嶋勝彦のタッグ（ただし、名称は「鬼嫁殺し3」）、潮崎豪と谷口周平のタッグ、関本大介と岡林裕二のタッグも、この合体技を使用している。
技名の「眉山」は地元徳島市にある山の名前である。

## タイトル歴
みちのくプロレス
- 初代、第3代、第5代、第20代、第30代東北タッグ王座（w / ウルティモ・ドラゴン→GAINA×2→気仙沼二郎→ザ・グレート・サスケ）
- みちのくふたり旅優勝（w / スペル・デルフィン）
- みちのくトリオリーグ戦優勝（w / ザ・グレート・サスケ、気仙沼二郎）

全日本プロレス
- 第65代アジアタッグ王座（w / ハヤブサ）

プロレス大賞
- 新人賞（1993年）

## エピソード
- みちのくプロレス初期はスペル・デルフィンが率いるヒール軍に属していたが、お遍路さんというギミックの性質上、レフェリーやファンに対しては礼儀正しく、典型的ヒールとは異なるキャラクターを演じた。
- 当時はほとんど言葉を発しないキャラクターであり、合掌する、首を振る、頷くなど身振り手振りだけでトークショーを行ったこともあるが、デルフィンらの離脱による、みちのくプロレス分裂事件の際には、試合会場で観客が騒ぎ出したのを知って控室から駆けつけリング上で観客の質問に回答し、事態を収拾したこともある。現在はエグゼクティブとしてインタビューや講演などで普段通りに言葉を発している。
- 四国八十八箇所参りを実際に行ったこともある。
- ドラゴン・キッドとは親戚である。
- ジャイアントグラム2というアーケードおよび家庭用プロレスゲームが発売された際、全日本系のゲームであるにもかかわらず、全日本プロレス、プロレスリング・ノア以外の人物としては珍しくギャラをもらっている。
- 同じく菅原文太の付き人をしていた宇梶剛士を新崎は兄貴分として慕っている。リングネームの名付け親も彼である。
- 地元徳島での試合の際に料理店で出会った男性の妻が自身のファンであり、入院中である事を知って病院に足を運んだ事がある。阿波のおっさんのつぶやき(ブログ記事内)
- WWF時代は、当時WWFの女子戦線で活躍していたブル中野と行動を共にしていた時期がある。ブルがWWFから離脱する際には「関係者に対し感謝の手紙を出したい」というブルの要望により、手紙を代筆したこともある[16]。

## 著書
- 『秘話』（1996年12月、ベースボールマガジン社）ISBN 978-4583033662

## メディア出演

### 映画
俳優時代
- 鉄拳（1990年 - 監督・脚本: 阪本順治）- 大丸 役
- 押忍!!空手部（1990年）- 大沢軍団の一員 役
- 王手（1991年）- ヤクザ 役

プロレスデビュー後
- 一度も撃ってません（2020年7月3日公開）- ポパイ/南雲雄平 役

### テレビドラマ
俳優時代
- 俺たちルーキーコップ 第13話「大喝采」（1992年7月7日、TBS）- 強盗 役

プロレスデビュー後
- 平清盛（2012年、NHK）-